# Malavoi
Malavoi est un groupe français de musique antillaise fondé en 1969.

## Origine du groupe
Malavoi est à l'origine un groupe martiniquais, plus précisément foyalais (Fort-de-France), qui a actualisé avec succès les biguines, mazurkas, quadrilles, en les mêlant avec de nouveaux genres comme la salsa, le Latin jazz et la musique cubaine, l'ensemble étant agrémenté d'une section de cordes qui fait toute l'identité du groupe. Il était composé de quatre violonistes Mano Césaire, Jean-Paul Soïme, et Christian de Negri, d'un batteur Denis Dantin et d'un bassiste Marcel Rémion. Malavoi était une variété de canne à sucre et également le nom d'une rue sur l'île de Gorée au large du Sénégal, d'où les esclaves partaient pour les Amériques,.
Depuis les années 1980, le format du groupe est composé de trois ou quatre violons, un violoncelle, un chanteur et deux choristes et une section rythmique claviers-basse-batterie-percussions.
Cependant, Malavoi est également connu pour ses collaborations avec d'autres grands de la musique caribéenne, tels Dédé Saint Prix, Kali, Tanya Saint-Val, Édith Lefel, Beethova Obas, Alan Cavé et la journaliste Marie-José Alie entre autres.
Les chanteurs les plus connus de ce groupe sont Raphaël Rimbaud, Ralph Thamar, Paulo Rosine et Pipo Gertrude.
Ce groupe a aussi généré des spin off tels Fal Frett et Palaviré.
En 1992, le groupe est convié à l'Elysée pour jouer devant François Mitterrand et son invité, Abdou Diouf, Président du Sénégal.
En 1998, Malavoi reprend en collaboration avec Jean-Jacques Goldman et Édith Lefel, une chanson de Fredericks Goldman Jones, intitulée Chanson d'amour (...!) (album Fredericks Goldman Jones) et une chanson d'Alain Péters Panié Si Mon Têt. Ces titres sont dans l'album Marronage où on retrouve aussi Pipo Gertrude, Alan Cavé, Valérie Odina, Marie-José Alie, Jean-Philippe Marthély, Sylviane Cédia, James Germain, Joëlle Vilet, Leïlla Negrau, Dédé Saint Prix, Nowliz, France-Lise Bertely et Chris Combette.
Malavoi est avec Kassav' le groupe majeur des îles Martinique et Guadeloupe, des années 1970 à 1990, faisant généralement salle comble dans des contrées aussi éloignées que le Japon, le groupe est invité dans différents festivals comme Jazz à Vienne.

## Discographie
- Nou pé pa kenbé (1969) premiers enregistrements réédition 2006[8]
- Lianes (1974)
- Madjoumbé (1975)
- Malavoi (1977)
- Malavoi (1978)
- La filo (1982)
- Karésé mwen (1983)
- Ababa (1985)
- La Case à Lucie (1986)
- Live au Zénith (1987)
- Jou ouvè (1988)
- Souch' (1989)
- Matébis (1992)
- La Belle Époque (1993)
- An maniman (1994)
- Shé Shé (1996)
- Marronnage (1998)
- Live au Club Med World (2005)
- Les instrumentaux (2006)
- Pèp La (2009)
- Masibol (2020)

On peut également citer la bande originale du film Rue Cases-Nègres d'Euzhan Palcy, tiré du roman éponyme de Joseph Zobel.

## Récompenses
- 2000 : Grand Prix SACEM de la musique traditionnelle[6]

### Filmographie
- Malavoi, Cocktail Caraibe, de Déclic communication (prod.) et de Mariette  Monpierre (réal.), scénario de Éric  Basset, EMI Music France, 1996, court-métrage documentaire, 52 min  (EAN 0724349209039)
- Malavoi, Marronnage de Mariette  Monpierre, scénario de Éric  Basset, 1999, court-métrage documentaire
- Malavoi, Racines Caraïbes de Mariette  Monpierre, scénario de Éric  Basset, 2011, court-métrage documentaire, 52 min [voir en ligne]